# Roer (vliegtuig)

De bedieningsorganen en de roeren

Rollen met de rolroeren

Stampen met het hoogteroer

Gieren met het richtingsroer

Een roer van een conventioneel vliegtuig dient om het toestel van positie te laten veranderen. Een vliegtuig heeft verschillende soorten roeren:
- hoogteroeren (aan het stabilo) die de neus het vliegtuig omhoog of omlaag bewegen (stampen). Hierdoor verandert de snelheid.
- rolroeren of ailerons (aan de vleugels) die het vliegtuig om de lengte-as bewegen (rollen). Hiermee wordt een bocht gemaakt.
- een richtingsroer (aan het kielvlak), dat het vliegtuig om de verticale as naar links of naar rechts beweegt (gieren). Het richtingsroer dient om een bocht gecoördineerd te houden.

Hoewel het richtingsroer het meest overeen komt met het roer van een schip, worden voornamelijk de rolroeren gebruikt om de koers van een vliegtuig te veranderen.
Sommige vliegtuigen hebben andere roeren. Een vliegtuig met een deltavleugel heeft elevons - een combinatie van hoogteroer en rolroer. Een vliegtuig met een V-staart heeft gecombineerde hoogte- en richtingsroeren.
De rolroeren en het hoogteroer worden bediend met de stuurknuppel of het yoke. Het vliegtuig beweegt in de richting waarin de knuppel bewogen wordt. Het richtingsroer wordt bediend met pedalen en is vaak gecombineerd aan het neus- of staartwiel voor besturing op de grond. Door het linkerpedaal in te trappen giert het vliegtuig naar links.
Behalve deze roeren zijn in de vleugels van een vliegtuig ook andere klepmechanismen, zoals welvingskleppen (flaps), stoorkleppen (spoilers) en remkleppen, aangebracht om het toestel te besturen.

## Etymologie
De benaming roer is overgenomen van het soortgelijke onderdeel van een schip. Een vliegtuig heeft echter meer roeren dan een schip, want een vliegtuig kan in drie dimensies worden bestuurd. Daarom is een nadere aanduiding van de diverse roeren nodig: hoogteroer, richtingsroer, rolroer. 
In het Engels wordt alleen het richtingsroer - dat het meest lijkt op het roer van een schip - aangeduid met het Engelse woord voor roer ("rudder"). De andere roeren hebben in het Engels andere aanduidingen: "aileron" voor rolroer en "elevator" voor hoogteroer. 